# Combate del Puente Verrugas
El combate del Puente Verrugas fue un enfrentamiento ocurrido el 8 de agosto de 1881 entre las guerrillas peruanas comandadas por el sargento José Osamblea y una fuerza chilena, retirándose esta última después de un fuerte tiroteo.